# غويدو تشرفو
غويدو تشرفو (بالإيطالية: Guido Cervo)‏ (19 فبراير 1952، بيرغامو في إيطاليا)؛ روائي إيطالي.